# Lyfe Jennings
Lyfe Jennings (* 3. Juni 1978 in Toledo, Ohio; eigentlicher Name Chester Jennings Lyfe) ist ein US-amerikanischer R&B-Musiker und Rapper aus Los Angeles.

## Karriere
In seiner Jugend war Lyfe Jennings im Kirchenchor und spielte mit Bruder und Cousins in einer Band namens The Dotsons. Dann wurde er aber straffällig und musste für längere Zeit wegen Brandstiftung ins Gefängnis. In der Haft beschäftigte er sich intensiv mit Musik und zwei Tage nach seiner Entlassung nahm er eine Demo-CD auf. Er trat als Sänger mit Akustikgitarre auf und verkaufte erfolgreich seine CD. Und er bekam Angebote von Plattenlabels und unterschrieb bei Columbia in New York. Eineinhalb Jahre nach Haftende erschien sein Debütalbum Lyfe 268-192, benannt nach seiner Häftlingsnummer. Das Album war sehr erfolgreich, blieb über ein Jahr in den Billboard 200 und verkaufte sich über eine Million Mal. Die Single Must Be Nice kam in die Top 40 der Hot 100 und war ebenfalls ein Millionenseller. Beide erhielten hierfür eine Platin-Auszeichnung.
Im Abstand von jeweils zwei Jahren folgten die Alben The Phoenix und Lyfe Change, mit denen Jennings jeweils auf Platz eins der R&B-Charts und in die Top Fünf der offiziellen Verkaufscharts kam. Dann kündigte er an, 2010 ein letztes Album veröffentlichen zu wollen. Für I Still Believe konnte er einige bekannte Musiker wie Fabolous, Ludacris, Anthony Hamilton und Jazmine Sullivan gewinnen. Trotzdem blieb der Erfolg des Albums hinter dem der Vorgänger zurück.
Wegen häuslicher Auseinandersetzungen kam er in dieser Zeit erneut vor Gericht und musste erneut ins Gefängnis. Als er wieder freikam, veröffentlichte er 2013 ein weiteres Album mit dem Titel Lucid.

## Diskografie
Alben
- Lyfe 268-192 (2004)
- The Phoenix (2006)
- Lyfe Change (2008)
- Playlist: The Very Best of Lyfe Jennings (2009, Best-of-Album)
- I Still Believe (2010)
- Lucid (2013)
- Tree of Lyfe (2015)

Lieder
- Stick Up Kid (2004)
- Must Be Nice (2005)
- Hypothetically (featuring Fantasia, 2006)
- S. E. X. (2006)
- Let’s Stay Together (2006)
- Cops Up (2007)
- Never Never Land (2008)
- Will I Ever (2008)
- Haters (2009)
- Busy (2010)
- Statistics (2010)
- It Coulds Been Worse (2010)

Features
- Freeze / LL Cool J featuring Lyfe Jennings (2005)
- Ghetto Mindstate (Can’t Get Away) / Lil Flip featuring Lyfe Jennings (2007)